# 脚
- 赤：爪先
- 黄：足底
- 緑：踵
- 青：膝
- 紫：尻

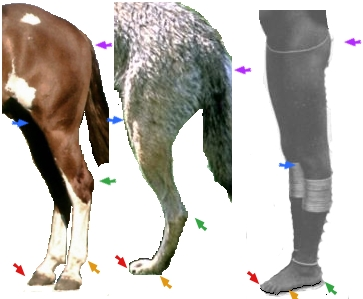
左からウマ、オオカミ、ヒトの脚。ヒトにおける各部の名称は
- 赤：爪先
- 黄：足底
- 緑：踵
- 青：膝
- 紫：尻

脚（あし）は、動物の体を支え、移動（歩行や走行）に使われる付属肢である。
脚という言葉は言語用途によって意味が異なり、一般に形態学に限らず体部下位に付属し支えるものを指して「脚」と呼び、それを機軸として、比喩や慣用句として、無生物を含めた様々な意味合いを持つ言葉に発展してきた。
生物学では脊椎動物については前肢と後肢、ともいう。
この項ではヒトの下肢踝から以下の接地部を指す足（あし）と、生物無生物と用途を限らず広く使われている脚を区別して説明をしている。

## 形態学的観察

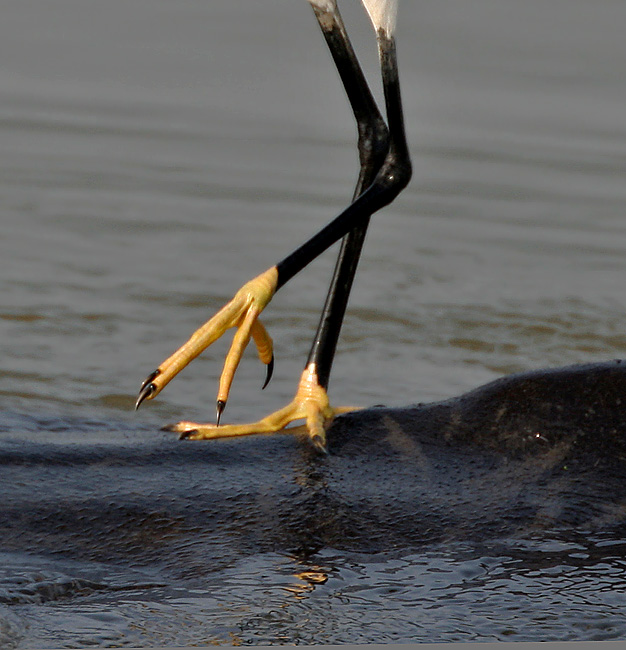
鳥類（脊椎動物）の脚
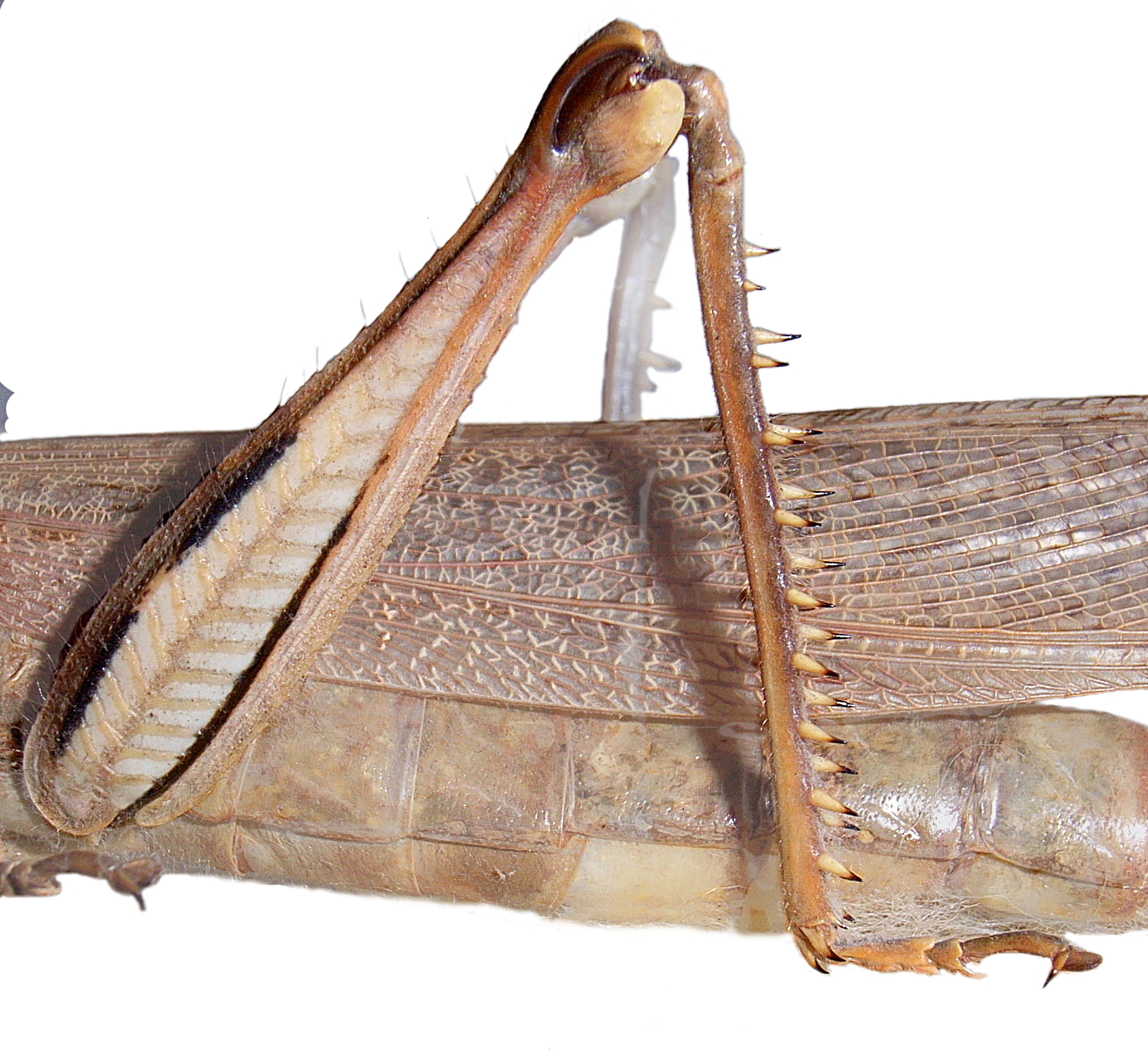
バッタ（節足動物）の脚
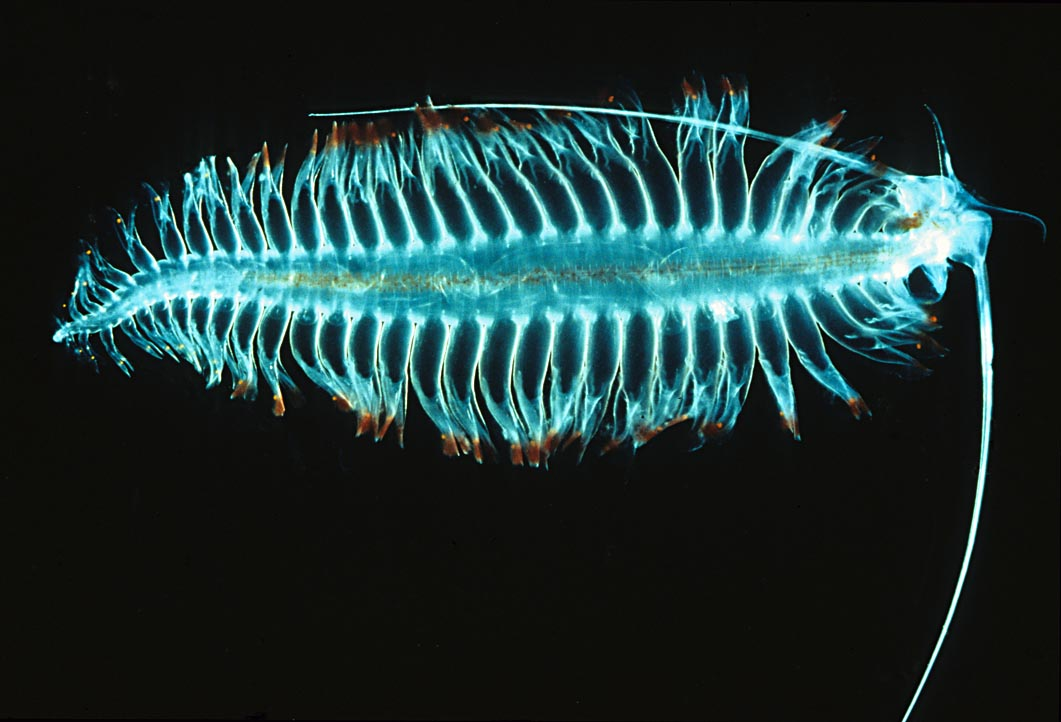
オヨギゴカイ（環形動物）
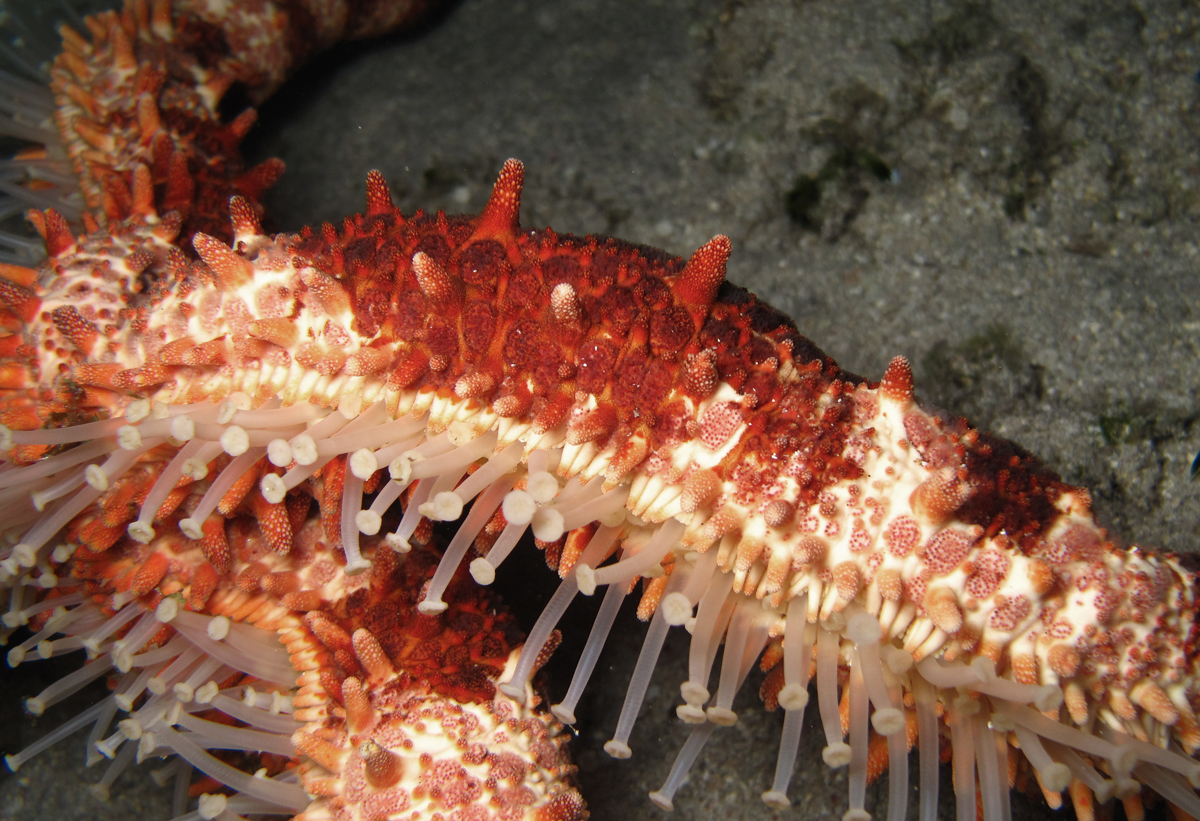
ヒトデ（棘皮動物）の管足

脚はそれを所有する動物によって構成要素や構造が様々であり、彼らはその機能に見合った生活をしている。また、脚そのものにも様々な適応的な形態が見て取れる。脊椎動物の前肢と後肢、節足動物の関節肢、環形動物の疣足などに見られるように、脚は往々にして対で備わっているが、棘皮動物の管足のようにそうでない場合もある。
形態学的に脚は体部に付属し、移動に際し使われる股関節辺りから末梢端接地部までの肢全体を指して呼んでおり（英語: leg）、脚と指す時は足（英語: foot）を含めた意味であることが一般的になっている。脊椎動物の脚には指に相当するものが末端部に付属しており、体を支えるという機能以外に様々な行動を補助するものとなっている。偶蹄目や奇蹄目などの陸上動物の脚は歩行に特化しており、付属器官である指と爪が蹄等になっており、その形はヒトのそれとは大きく異なっている。
一般的な動物の脚には、様々な付属器官がある。指や爪、あるいは様々な毛の束があり、それなりの機能を果たしている。タコやイカなど頭足類が持つ脚はその機能から、動物学上「腕」と呼ばれる。特に十腕類（イカ）の特殊化した腕は触腕と呼ばれる。中には生殖器、外分泌器等を備えるものもあり、外敵に対抗し身を守る手段としても脚を利用している動物が多い。その一方、ヘビのように脚を痕跡程度にまで退化させた動物群や、完全に脚を失い、新たに吸盤を形成したヒル類のような動物群もある。
なお、タコやイカなど頭足類の脚は「腕」とも呼び、生物学用語として触腕や触手を用いる。

## ヒトの脚

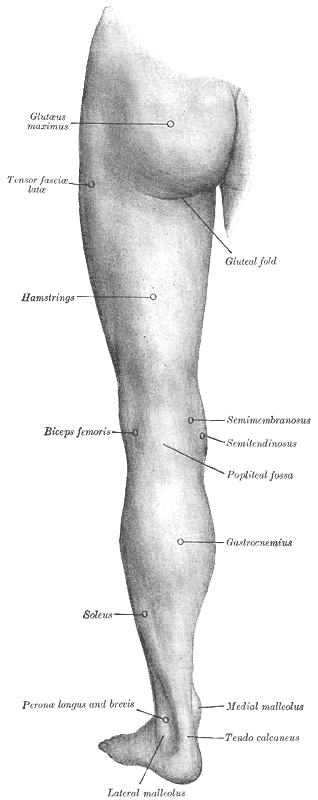
後ろから見たヒトの左脚

医学的には下肢ともいう。対して腕のほうは上肢ともいう。生物学的には四足の動物については前肢、後肢という用語があるが、ヒトは基本的に二足歩行し前肢は原則接地させなくなったので、生物学上の後肢のみが脚と呼ばれ、腕と区別される。
接地部足底から上に向かい、足、足首、脛（すね）、膝（ひざ）、腿（たい）までを含み「脚」と呼んでいる。便宜上、日本語で同じ音を持つ「足」という漢字を当て、踝（くるぶし）以下の接地部を足とする。関連する文字に腿もあり、太腿（だいたい・ふともも）や脹脛（ふくらはぎ）を指し、上腿（じょうたい）と書いて下肢の膝から上の太腿を、下腿（かたい）と書いて下肢の膝から先の脹脛を指す。

### ヒトの脚の解剖学
骨

脚の骨

骨については、骨盤の下、股関節側から言うと、大腿骨、膝蓋骨、脛骨・腓骨のほか、足に多数の骨がある。
足の骨は数が多く、人の足と足首には、片側だけで28個の骨が存在し、両側で56個であり、全身の骨の約1/4を占める。そして、足には55もの関節が存在し、歩行中にこれらの関節が調和して動くおかげで人は快適に安全に歩くことができる。
大腿骨は人体中で最も太い骨である。
筋肉
太腿前の大腿四頭筋は人体で最大の筋肉である。
瞬発力と持久力を兼ね備えた筋力を備える。脚の筋肉は骨格筋によって構成され、大きく大腿筋、下腿筋、足筋に分けられ、それらと骨を繋ぐ腱とで脚の動きを調節している（「人間の筋肉の一覧#下肢の筋」を参照）。

### 人の健康と脚
脚は日常の基本動作に非常に重要だが、加齢で衰えやすい部位でもある。脚は体全体を支え日常的に頻繁に使われる部位で、体の中で最も筋肉量が多いが、使用しない時の退化が激しい。最も太く丈夫とされる大腿骨を折ってしまうと修復に時間がかかり、老人の場合そのまま寝たきり生活になってしまい、補助器具（後述）を使わずに立ち上がることができなくなってしまうことが多い。そのため日頃から昇降運動などで膝周辺の筋力を鍛えておく事は老後の健康にも有益である。
脚には人体最大の筋肉があり消費エネルギーが大きく、糖尿病罹患者、高脂血症や高血圧の運動療法を行う人、ダイエットを志す人に脚を積極的に使い筋肉を鍛えることを広く推奨できる。
脚、特に脹脛は「第二の心臓」とも呼ばれ、立位時に地球の重力に従って下方向へ体液が流動することに因って引き起こされる体液停滞浮腫を、脚の血管周辺の筋肉の運動によって上部へ押し返し再び循環系に戻している。押し返す行ないは脚を使った運動、歩行や走行などにより促進されるため、運動は全身の血の巡りを良くする効果が望める。

### 脚の疾患や負傷
脚から足にかけて血管が炎症や動脈硬化を起こすと、足の指など末端近くの血液循環が滞り、傷や細菌感染が治りにくくなり、壊死の拡大を防ぐため足・脚の切断が必要になるケースもある。歩行機能を維持するためには踵を残せるかどうかがカギとなる。
ヒトの脚の形状として内反膝、外反膝などがあり、それぞれ一般的にはO脚（おーきゃく）、X脚（えっくすきゃく）と呼ばれている。病的なものや遺伝の要素は少なく癖とも言える個人差の範囲だが、矯正し修正することもできる。内反膝や外反膝は脚のアンバランスな使用であるため将来変形性膝関節症等の膝の病気を引き起こす原因にもなり、気になるようなら専門家に相談することを勧める。
また乳幼児期に見られるそれらの多くは一過性のものであり、継続するようならビタミンDの摂取不足や日照時間が短い事から起こるくる病に罹っている場合がある。また同様の症状が大人になって突如起こることがあり、その場合は体位バランスの崩れもあるが、なんらかの原因で骨軟化症を引き起こしていることが多い。矯正中や骨軟化症の罹患時に胡坐や正座などは悪化させることがあるため、椅子中心の生活に変えた方が良いときがある。日本人には内反膝が、特に女性に多いとされる。
また脚には手と同様に利きがあり、反対側よりも筋力、長さ等が発達していることが多く、左右の不均等が全身の歪みを引き起こすとも言われている。この脚の利きの違いが、見通しがきかない森林などで遭難する原因の一つであるリングワンダリングを引き起こすと言われている。また下半身骨格の歪みが利き足同様の症状を引き起こすことがあるが、その場合は脚のみの利きよりも症状がハッキリと出る。
脚に何らか症状を引き起こす負傷や病気は、加齢のほか運動や事故によることが多く、以下が挙げられる。
- 浮腫の放置、反復により下肢静脈瘤に進展する事があり、予防を目的としたストッキングやソックス、靴を用いる事で進行を遅らせたり症状を緩和させる事が出来る。
- 日常的に立ち行動が多いヒトには脚部に浮腫が生じ易い。脚の筋肉を動かす事で血液循環を促進し浮腫の解消に一役かう事が出来る。
- 他に足に何らかの症状を及ぼす病気としては、脚気（かっけ）、痛風、ケーラー病、レイノー病、オスグッド・シュラッター病、ビュルガー病、フィラリア症等がある。
- 足首や膝に起こりやすい捻挫や脱臼は運動障害を伴った傷害であり、靭帯断裂等を伴い起き易く習慣化し易い症状であるため観察には注意が必要である。
- 筋肉痛、肉離れ、筋断裂などは、激しい動きに伴う筋肉の症状として一般的に起こり得る病気として挙げられる。
- 脚は細かい動きや大胆な動きを体重を支えながら行うために腱を傷めることも多く、腱に沿った痛みを伴う腱鞘炎、力を入れても全く動かなくなる腱断裂、運動時に起こりやすい捻挫など。
- 関節の炎症の総称である関節炎には、老化と共に現れやすくなる変形性関節症、女性に多いリウマチ、痛風罹患に伴う炎症などは膝関節や足の指にできやすい。また膝の靭帯は損傷報告が多く、運動不足の状態で十分なストレッチを行う事なく膝に負担がかかる運動をすることで靭帯断裂等を引き起こしやすくなる。
- 骨折のほか、足の指の突き指は時として骨折や腱断裂を引き起こしていることがある。また普段使われている場所なため使われない時の衰退は早く、運動不足が骨折（疲労骨折）を招くこともある。

脚を失ったり、脚での起立・歩行が難しくなった人は、杖や松葉杖、車椅子、義足を用いる。

#### 足病学
このように脚から足にかけて生じる疾患や負傷、加齢などに伴う機能低下は多様であり、深刻化するとクオリティ・オブ・ライフ（QOL）や健康寿命を低下させるリスクが大きい。このため欧米では足病学、足病医の長い歴史があり、日本でも2019年、日本フットケア学会と日本下肢救済・足病学会が合併して日本フットケア・足病医学会が発足した。足病医療では複数の診療科（形成外科、循環器科、血管外科など）が連携して診断と治療に当たることが理想形であり、必要ならリハビリテーションや義足の製作もとりいれる。

### 脚と舞踊やスポーツ
舞踊やスポーツのパフォーマンスも左右し、格闘技でも重要で、蹴り技や足払いなど脚を使う攻撃方法のほか脚を使う防御法があり、特にテコンドーは脚を主とした格闘技である。脚の長さや形状は容姿の重要な要素であり脚線美という語もあり、バレエダンサーにとっては職業上重要である。

### 脚にまとう被服
脚に着用する被服、外衣や下着としてはズボン、スラックス、スパッツ、スカート、アンダーパンツ、タイツ、ストッキング、ハイソックス、股引（モモヒキ）、猿股、脚半 等がある。脚先（足）にはソックス類のほか、履物をはく。
日本古来のものとしては袴がある。着物の上下繋がったものを着用する方法もあった。

## その他
- 「肢」と言う漢字は「体から分かれる枝」と言う意味で、生物学では動物の前肢、後肢という。医学的には上肢、下肢と言い、上肢が腕に、下肢が脚に相当する。四肢と書けば腕と脚をまとめて指す。
- 机や椅子など接地する棒状の部材を比喩的に「脚」という。日本語では助数詞としても使い、椅子やテーブルなどは「一脚、二脚」と数える。
- 建造物の接地部を指して使うことがある。建造物の脚と使う。
- 日本語で「脚」を使う単語としては「三脚」「脚本」「脚立」「脚注」「脚色」「脚気」「脚光」「脚半」「脚力」などがある。